# كارلا هايدن
كارلا هايدن (بالإنجليزية: Carla Hayden)‏ هي أمينة مكتبة الكونغرس منذ عام 2016، ولدت في 10 أغسطس 1952 في تالاهاسي في الولايات المتحدة.

## وصلات خارجية
- كارلا هايدن على موقع IMDb (الإنجليزية)
- كارلا هايدن على موقع الموسوعة البريطانية (الإنجليزية)